# Баракалдо
Баракалдо (шп. Barakaldo) град је у Шпанији у аутономној заједници Баскија у покрајини Бискаја. Према процени из 2008. у граду је живело 97.328 становника.

## Становништво
Према процени, у граду је 2008. живело 97.328 становника.
| 1981.   | 1991.   | 2001.  |
| ------- | ------- | ------ |
| 118.615 | 105.088 | 94.478 |

## Партнерски градови
- Portoviejo